# Autovía Juan Pablo II
La Autovía de Bahía Blanca - Pigüé es una autovía argentina perteneciente a la Red de Carreteras del Estado que comienza en Bahía Blanca y finaliza en Pigüé a través de la RN 33. 

## Generalidades
La autovía actualmente cuenta con 6 km habilitados y los 128 km restantes siguen en construcción con la segunda trocha. Esta obra es primordial para el transporte de carga pesada hacia el puerto de Ing. White. Se tiene un presupuesto de 1000 millones de pesos para la construcción, donde se contempla la construcción de una carretera de doble calzada por lado sobre la traza actual, con distribuidores a rutas pavimentadas provinciales y nacionales, accesos a localidades y cruces ferroviarios, y un tercer carril para ascenso de camiones en zonas de lomadas.
Las empresas encargadas de esta obra de gran envergadura son: Gago Tonin SA, Consultora Ungaro, Ale Ortiz y Asociados SA, Consultora Consulbaires Ingenieros Consultores SA y Cadia-Consultores Argentinos Asociados SA la responsable de las evaluaciones. Estas empresas construirán una arteria muy importante en la zona ya que facilitará la importación y la exportación de la materia prima e industrial del interior de Buenos Aires hacia el mundo a través del Puerto de Ingeniero White.

## Tramos
La obra, que se desarrollará a través de 134 kilómetros por la ruta nacional 33, contempla cuatro secciones.
- 1) Camino a Ingeniero White (km. 8,65)-Don Enrique (km. 41).

Se trata de una longitud aproximada de 32,48 kilómetros y un presupuesto oficial de $ 2.310.000. 
- 2) Don Enrique (km. 41)-Río Sauce Chico (km. 73).

Son 32,04 kilómetros y un presupuesto de $ 2.150.000. 
- 3) Río Sauce Chico (km. 73)-Arroyo Cochenleofú Chico (km. 101,69).

Son aproximadamente 28,92 kilómetros, con un presupuesto oficial de $ 2 millones.
- 4) Arroyo Cochenleofú Chico (km. 101,69)-Empalme ruta provincial 67 (km. 133,65).

Contempla 31,44 kilómetros y un presupuesto oficial de $ 2.260.000.
El desarrollo del proyecto en este último tramo es, a priori, el que podría generar más inconvenientes, tomando en cuenta que se evaluaría una modificación de la traza actual de la ruta a la altura de Pigüé.